# 更新彎貝介
更新彎貝介（学名：Loxoconcha pleistocenica）为彎貝介科彎貝介屬下的一个种。